# كيم باريت
كيم باريت (بالإنجليزية: Kym Barrett)‏ هي مصممة أزياء تقليدية أسترالية، ولدت في 11 أغسطس 1965 في بريزبان في أستراليا.

## وصلات خارجية
- كيم باريت على موقع IMDb (الإنجليزية)
- كيم باريت على موقع ألو سيني (الفرنسية)
- كيم باريت على موقع أول موفي (الإنجليزية)
- كيم باريت على موقع قاعدة بيانات الأفلام السويدية (السويدية)
- كيم باريت على موقع قاعدة بيانات الفيلم (الإنجليزية)
- كيم باريت على موقع كينوبويسك (الروسية)